# NGC 6508
NGC 6508 ist eine elliptische Galaxie vom Hubble-Typ E0 im Sternbild Drache am Nordsternhimmel. Sie ist schätzungsweise 350 Millionen Lichtjahre von der Milchstraße entfernt und hat einen Durchmesser von etwa 130.000 Lichtjahren.
Das Objekt wurde am 19. September 1883 von Ernst Hartwig entdeckt.